# Philip Baker Hall
Philip Baker Hall (Toledo, 10 de Setembro de 1931 – Glendale, 12 de junho de 2022) foi um ator norte-americano. Hall fez mais de 140 participações entre filmes e programas de TV, como o protagonista em Hard Eight  e seus trabalhos como coadjuvante em Magnólia, Boogie Nights, Bruce Almighty e The Insider.

## Biografia
Philip Baker Hall nasceu em Toledo, Ohio. Filho de Alice Birdene (Nêe McDonald) e William Alexander Hall um operário de fabrica que nasceu em Montgomery no Alabama. Se mudou para Nova York em 1960, quando decidiu se tornar ator. Residiu em Los Angeles, Califórnia com sua esposa Holly e suas duas filhas, Adella e Anna.
Hall morreu em 12 de junho de 2022, aos noventa anos de idade, em Glendale.

## Filmografia
| Ano  | TÍtulo                     | Personagem                  | Notas                      |
| ---- | -------------------------- | --------------------------- | -------------------------- |
| 1970 | Cowards                    | Faither Reis                |                            |
| 1970 | Zabriskie Point            | Diner Owner                 | Não creditado              |
| 1971 | Love In 1972               | Faither Reis                |                            |
| 1974 | Throw Out the Anchort      | Ryan                        | Creditado como Philip Hall |
| 1980 | The Last Reunion           | Mike Sills                  |                            |
| 1980 | The Man with Bogart's Face | Dr Inman                    |                            |
| 1981 | Dream On!                  |                             |                            |
| 1984 | Secret Honor               | Richard Nixon               |                            |
| 1986 | Nothing in Common          | Colonial Airlines Executive | Não creditado              |
| 1987 | Three O'Clock High         | Detetive Mulvahill          |                            |
| 1988 | Midnight Run               | Sydney                      |                            |
| 1989 | Say Anything...            | IRS Boss                    |                            |
| 1989 | How I Got Into College     | Dean Patterson              |                            |
| 1989 | Ghostbuster II             | Police Commissioner         |                            |
| 1989 | An Innocent Man            | Judger Kenneth Lavet        |                            |
| 1991 | Silent Victim              |                             |                            |
| 1992 | Live Wire                  | Senator Thyme               |                            |
| 1993 | Cigarettes & Coffee        | Old Man                     | Telefilme                  |
| 1994 | The Last Laugh             | William T.                  | Telefilme                  |
| 1995 | Kiss of Death              | Big Junior Brown            |                            |
| 1996 | Eye for Eye                | Sidney Hughes               |                            |
| 1996 | The Little Death           | Detetive Snyder             |                            |
| 1996 | The Rock                   | Chef Justice                | Não creditado              |
| 1996 | Hard Eight                 | Sydney Brown                |                            |
| 1996 | Hit Me                     | Lenny Ish                   |                            |
| 1997 | Buddy                      | Minister                    |                            |
| 1997 | Air Force One              | General Andrew Ward         |                            |
| 1997 | Boogie Nights              | Floyd Gondolli              |                            |
| 1998 | Sour Grapes                | Mr. Bell                    |                            |
| 1998 | The Truman Show            | Network Executive           |                            |
| 1998 | Juda Kiss                  | Pobby Malavero              |                            |
| 1998 | Rush Hour                  | Capitão William Diel        |                            |
| 1998 | Enemy of the State         | Attorney Mark Silverberg    | Não creditado              |
| 1998 | Psycho                     | Sheriff Chambers            |                            |
| 1999 | Let the Devil Wear Black   | Sol Hirsch                  |                            |
| 1999 | Implicated                 | John Swayer                 |                            |
| 1999 | Cradle Will Rock           | Gray Mathers                |                            |
| 1999 | The Insider                | Don Hewitt                  |                            |
| 1999 | Magnólia                   | Jimmy Gator                 |                            |
| 1999 | The Talented Mr. Ripley    | Alvin MacCarron             |                            |
| 2000 | Rules of Engagement        | General H. Lawrence Hodges  |                            |
| 2000 | The Contender              | Oscar Billings              |                            |
| 2000 | Lost Souls                 | Faither James               |                            |
| 2001 | Rush Hour 2                | Capitão William Diel        | Cenas deletadas            |
| 2002 | The Sum of AII Fears       | Secretário David Becker     |                            |
| 2002 | A Gentleman's Game         | Charlie Logan               |                            |
| 2003 | Die, Mommie, Die!          | Sol Sussman                 |                            |
| 2003 | Dodgville                  | Tom Edison Sr.              |                            |
| 2003 | Bruce Almighty             | Jack Baylor                 |                            |
| 2003 | A House on a Hill          | Harry Mayfield              |                            |
| 2004 | In Good Company            | Eugene Kalb                 |                            |
| 2005 | The Matador                | Mr. Randy                   |                            |
| 2005 | A Buck's Worth             |                             | Voz                        |
| 2005 | The Amityville Horror      | Father Callaway             |                            |
| 2005 | Duck                       | Arthur Pratt                |                            |
| 2005 | The Zodiac                 | Chef Frank Perkins          |                            |
| 2006 | The Shaggy                 | Lance Strictland            |                            |
| 2006 | The TV Set                 | Vernon Maxwell              |                            |
| 2006 | Islander                   | Popper                      |                            |
| 2007 | Zodiac                     | Sherwood Morrill            |                            |
| 2007 | You Kill Me                | Roman Krzeminski            |                            |
| 2007 | Rush Hour 3                | Capitão William Diel        | Não creditado              |
| 2009 | The Lodger                 | Capitão Smith               |                            |
| 2009 | Fired Up!                  | Coach Byrnes                |                            |
| 2009 | Wonderful World            | The Man                     |                            |
| 2010 | All Good Things            | Malvern Bump                |                            |
| 2011 | The Chicago 8              | Judge Julius Hoffman        |                            |
| 2011 | Mr. Popper's Penguins      | Franklin                    |                            |
| 2011 | 50/50                      | Alan                        |                            |
| 2012 | Bending the Rules          | Herb Gold                   |                            |
| 2012 | Departure Date             | Old Jake                    |                            |
| 2012 | People Like Us             | Ike Raflerty                |                            |
| 2012 | Dog East Dog               |                             | Telefilme                  |
| 2012 | Argo                       | Diretor da CIA              | Não creditado              |
| 2013 | Bad Words                  | Dr. William Bowman          |                            |
| 2014 | Playing It Cool            |                             |                            |
| 2016 | Human People               |                             |                            |

### Televisão
| Ano       | TÍtulo                                   | Papel                                 | Notas                                         |
| --------- | ---------------------------------------- | ------------------------------------- | --------------------------------------------- |
| 1975      | The Last Survivors                       |                                       | Telefilme                                     |
| 1976      | Good Times                               | Motel owne                            | 1 Episódio                                    |
| 1976      | Mayday at 40,000 Feet!                   |                                       | Telefilme                                     |
| 1976-1977 | Visions                                  | Severson Boyle                        | 2 Episódios                                   |
| 1977      | Man from Atlantis                        | George                                | 1 Episódio                                    |
| 1977      | The Hostage Heart                        | Dr. Harvey Fess                       | Telefilme                                     |
| 1977      | Kill Me If You Can                       | Philips                               | Telefilme                                     |
| 1977      | M*A*S*H                                  | Sgt. Hacker                           | 1 Episódio                                    |
| 1978      | The Fitzpatricks                         | 1 Episódio                            |                                               |
| 1978      | Emergency                                | Oliver Warren                         | 1 Episódio                                    |
| 1978      | The Bastard                              |                                       | Telefilme                                     |
| 1978      | Terror Out of the Sky                    | Starret                               | Telefilme                                     |
| 1979      | Samurai                                  | Prof. Owens                           | Telefilme                                     |
| 1980      | Riding for the Pony Express              | Mr. Durfee                            | Telefilme                                     |
| 1980      | The Waltons                              | Major Gordon                          | 1 Episódio                                    |
| 1981      | This House Possessed                     | Clerk                                 | Telefilme, creditado como "Philip Baker Hall" |
| 1982      | Quincy, M.E.                             | Capitão Rasmussen Dep. DA Marty Shell | 2 Episódios                                   |
| 1982      | Cagney & Lacey                           | L.t. Sweeny                           | 1 Episódio                                    |
| 1982      | T. J. Hooker                             | Judge Wallace                         | 1 Episódio                                    |
| 1982      | Games Mother Never Taught You            |                                       | Telefilme                                     |
| 1982      | Seven Brides for Seven Brothers          | Prosecutor Wilcox                     | 2 Episódios                                   |
| 1983      | The Night the Bridge Fell Down           | Warren Meech                          | Telefilme                                     |
| 1983      | Lottery!                                 |                                       | 1 Episódio                                    |
| 1985      | Hardcastle and McCormick                 | Jack Marsh                            | 1 Episódio                                    |
| 1986      | Who Is Julia                             | Dean May                              | Telefilme                                     |
| 1987      | Mariah                                   | James Malone                          | 7 Episódios                                   |
| 1987      | The Spirit                               | Sevrin                                | Telefilme                                     |
| 1987      | Miami Vice                               | Judge Delaporte                       | 1 Episódio                                    |
| 1988      | Goddess of Love                          | Detetive Charles                      | Telefilme                                     |
| 1988      | Family Ties                              | Dr. Harrison                          | 3 Episódios                                   |
| 1989      | A Cry for Help: The Tracey Thurman Story | Judge Bumenfeld                       | Telefilme                                     |
| 1989      | Incident at Dark Ruver                   | Dr. Leo Manus                         | Telefilme                                     |
| 1989-1990 | Falcon Crest                             | Ed Meyers                             | 13 Episódios                                  |
| 1990      | Matlock                                  | Judge                                 | 1 Episódio                                    |
| 1990      | Bagdad Cafe                              | Herb                                  | 1 Episódio                                    |
| 1991      | Murder, She Wrote                        | Leo Costner                           | 1 Episódio                                    |
| 1991      | L.A. Law                                 | Tom Baker                             | 1 Episódio                                    |
| 1991      | Equal Justice                            | Judge S.E. Cleveland                  | 1 Episódio                                    |
| 1991      | Dark Justice                             | Winchester Keller                     | 1 Episódio                                    |
| 1991-1994 | Civil Wars                               |                                       | 3 Episódios                                   |
| 1991-1998 | Seinfeld                                 | Tenente Bookman                       | 2 Episódios                                   |
| 1992      | Crash Landing The Rescue of Flight 232   | Sam                                   | Telefilme                                     |
| 1992      | Stormy Weathers                          | Dr. Comden                            | Telefilme                                     |
| 1992      | Nurses                                   | Mr. Todd                              | 1 Episódio                                    |
| 1993      | Cheers                                   | City Councilman Kevin Fogerty         | 1 Episódio                                    |
| 1994      | M.A.N.T.I.S.                             | Smitty                                |                                               |
| 1994      | Empty Nest                               | Jerod                                 | 1 Episódio                                    |
| 1994      | The Good Life                            | Mr. Humphreys                         | 1 Episódio                                    |
| 1994      | Roswell                                  | Roswell General                       | Telefilme                                     |
| 1994      | Madman of the People                     | Kent                                  | 1 Episódio                                    |
| 1994      | Chicago Hope                             | Mr. Wellington                        | 1 Episódio                                    |
| 1994      | Hardball                                 | Beanball McGee                        | 1 Episódio                                    |
| 1994      | Without Warning                          | Dr. Kurt Lowden                       | Telefilme                                     |
| 1996      | Life's Work                              | Judge Conklin                         | 1 Episódio                                    |
| 1996      | The John Larroquette Show                | Mr. Frank                             | 1 Episódio                                    |
| 1997      | 3rd Rock from the Sun                    | Presidente Dewey                      | 1 Episódio                                    |
| 1997      | The Practice                             | Judge Joseph Vinocour Judge Canker    | 4 Episódios                                   |
| 1997-1998 | Millennium                               | Group Elder                           | 2 Episódios                                   |
| 1997-1998 | Michael Hayes                            | William Vaugh                         | 20 Episódios                                  |
| 1998      | Tempting Fate                            | Dr. Bardwell                          | Telefilme                                     |
| 1998      | Witness to the Mob                       | Salvatore "Toddo" Aurelio             | Telefilme                                     |
| 1998      | L.A. Doctors                             | Vincent Cattano                       | 1 Episódio                                    |
| 1999      | Partners                                 | Scarpatti                             | Telefilme                                     |
| 2000      | Jackie Bouvier Kennedy Onassis           | Aristotle Onassis                     | Telefilme                                     |
| 2000      | The Fugitive                             | Stuart Kimble                         | 1 Episódio                                    |
| 2000-2002 | Baby Blues                               | Mr. Thompson Mr. Saunders             | 2 Episódios                                   |
| 2001      | Loomis                                   |                                       | 1 Episódio                                    |
| 2001-2002 | Pasadena                                 | George Reese Greeley                  | 7 Episódios                                   |
| 2002      | Path to War                              | Everett Duirkseen                     | Telefilme                                     |
| 2002      | Night Visions                            | Dennis Brascom                        | 1 Episódio                                    |
| 2002      | Without a Trace                          | Noah Ridder                           | 1 Episódio                                    |
| 2003-2004 | Everwood                                 | Dr. Donald Douglas                    | 3 Episódios                                   |
| 2004      | Monk                                     | Salvatore Lucarelli                   | 1 Episódio                                    |
| 2004      | Boston Legal                             | Ernie Dell                            | 1 Episódio                                    |
| 2004      | The West Wing                            | Senador Matt Hunt                     | 2 Episódios                                   |
| 2004-2009 | Curb Your Enthusiasm                     | Doutor Morrison                       | 2 Episódios                                   |
| 2005      | Mrs. Harris                              | Arthur Schulte                        | Telefilme                                     |
| 2006-2007 | The Loop                                 | Russ McDonald                         | 17 Episódios                                  |
| 2007      | Wildlife                                 |                                       | Telefilme                                     |
| 2007      | Big Love                                 | Ned Johanssen                         | 1 Episódio                                    |
| 2008      | Psych                                    | Irving Parker                         | 1 Episódio                                    |
| 2008      | Worst Week                               | Reverendo Lowell                      | 2 Episódios                                   |
| 2010      | The Life & Times of Tim                  | Norman Walker                         | 1 Episódio                                    |
| 2010      | Warren the Ape                           | Dr. Ralph Schwartz                    | 1 Episódio                                    |
| 2011-2012 | Modern Family                            | Walt Kleezak                          | 3 Episódios                                   |
| 2012      | The Newsroom                             | Bryce Delancy                         | 1 Episódio                                    |
| 2012      | Childrens Hospital                       | Dr. Joseph                            | 1 Episódio                                    |
| 2012      | Ruth & Erica                             | Harry                                 | 8 Episódios                                   |
| 2013      | Clear History                            | McKenzie                              | Telefilme                                     |
| 2014      | BoJack Horseman                          | Hank Hippopopalous (Voz)              | 2 Episódios                                   |
| 2015      | Madam Secretary                          | Ezra Helsinge                         | 1 Episódio                                    |
| 2016      | Second Chance                            | Jimmy Pritchard                       |                                               |